# Der Panzerbär

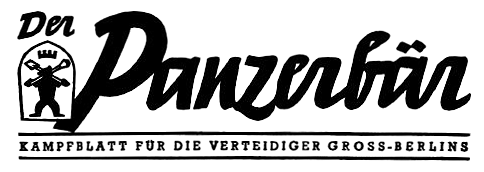
Der Panzerbärs logotyp.

Der Panzerbär – Kampfblatt für die Verteidiger Groß-Berlins (svenska: Pansarbjörnen) var en tysk, nationalsocialistisk dagstidning utgiven av Joseph Goebbels. Tidningen gavs ut 22–29 april 1945, under slutstriden om Berlin, under Tredje rikets sista dagar. Namnet anspelar på symbolen för staden Berlin, en björn.